# Tereza Žerdin
Tereza Žerdin, slovenski defektologinja in učiteljica, * 25. september 1938, Preserje pri Domžalah, Slovenija.

## Življenje
Osnovno šolo je zaradi povojnih razmer obiskovala skupaj z dve leti starejšo sestro v različnih krajih. Prvi razred v Mengšu, drugi v Preserjah pri Domžalah, tretji razred v Jaršah in četrti razred v Homcu. Prvo gimnazijo je obiskovala v Kamniku, drugo in tretjo pa je končala v Domžalah. Pred trinajstim letom se je vpisala na učiteljišče. Tisto leto se je šolanje na učiteljišču podaljšalo iz štirih na pet let, vsi trinajstletniki pa so morali najprej še v pripravljalni razred. Maturirala je leta 1957 in se za dve leti zaposlila v Zavodu za invalidno mladino v Kamniku. Leta 1959 se je vpisala na Pedagoško akademijo, smer ortopedagogika - za ljudi z motnjami v duševnem razvoju. Po študiju se je leta 1961 zaposlila v Vzgojnem zavodu Janeza Levca v Ljubljani. Ravnatelj zavoda jo je vzpodbudil, da je pozneje v Zagrebu izredno dokončala še tretji in četrti letnik študija, ker tega v Ljubljani takrat še ni bilo. Nekaj let je poučevala v nižjih razredih posebne šole, vpeljala delo socialne delavke, bila sedem let vodja šole delovne enote na Dečkovi ulici. Leta 1982 se je zaposlila v Svetovalnem centru za otroke, mladostnike in starše v Ljubljani, kjer je delovala vse do upokojitve.
Svoje znanje in dolgoletne izkušnje z otroki, ki so imeli učne težave je posredovala na seminarjih za učitelje, predavanjih za starše, svetovalne delavce in druge. Tereza Žerdin ima dva sinova in štiri vnuke in eno vnukinjo.

## Delo
Od leta 1988 v reviji Šolski razgledi piše rubriko Kje pa vas šola žuli. Nekaj let je sodelovala tudi pri otroški reviji Ciciban. Pričela je s serijama zgodb Oh ta Mojca in Ribica v šoli, ki je leta 1991 samostojno izšla kot slikanica. Sledila pa je slikanica Žabja šola (1995). V Cicibanu so bile objavljene tudi serije zgodb Ptičja šola in Ninica in Nenček. Sicer pa je o vzgoji in izobraževanju pisala tudi v revijah Naša žena, Otrok in družina ter v časopisu Delo. Poleg strokovnih člankov in slikanic je napisala tudi knjige in priročnike, s katerimi si lahko pomagajo strokovnjaki in učitelji, ki delajo z otroki s posebnimi potrebami. Skupaj z drugimi avtorji je ustvarila dela: Nemirni otroci(1993), Sodobne oblike opismenjevanja (1991), Brati, pisati, računati (1991) in Slovenščina v 1. triletju devetletne osnovne šole (2000), Branje in pisanje: Kako prepoznavamo motnje in kako jih odpravimo (1990). Samostojno je napisala priročnik za grafično-gibalne vaje Ringa, ringa, raja (1996), Integracija mejnih lažje umsko manj razvitih učencev v osnovni šoli (1981), Težavice, težave, učne motnje v zbirki Izstopiti ne moreš (1991), 70 let Zavoda za usposabljanje Janez Levec (1982) in Motnje v razvoju jezika, branja in pisanja: kako jih odkrivamo in kako jih odpravimo (2003).